# Rogue City
Rogue City (Bronx) è un film del 2020 scritto e diretto da Olivier Marchal disponibile dal 30 ottobre su Netflix.
Il film si avvale di un cast internazionale composto da attori come: Lannick Gautry, Stanislas Merhar, il rapper Kaaris, David Belle, Claudia Cardinale e Jean Reno.

## Trama
A Marsiglia, il capitano Richard Vronski guida un’unità speciale della polizia anti-gang, costantemente al centro di una rete di violenza e corruzione. Con il detective Willy Kapellian, il collega Max Beaumont e Zach Damato, Vronski si muove tra operazioni borderline e compromessi morali, tentando di mantenere il controllo mentre bande criminali rivali – corsi, magrebini e spagnoli – si contendono il traffico di droga. Il capo della polizia Ange Leonetti esercita un’autorità ambigua, mentre l’esperto detective Mario Costa mostra fin troppo interesse per le manovre delle famiglie mafiose. A complicare le cose interviene Catarina Bastiani, matriarca corsa dal carisma glaciale, la cui influenza trascende le divisioni criminali, e Paul Maranzano, anziano boss diviso tra la lealtà verso il clan e il dramma personale. Con poliziotti che operano ai limiti della legalità e gang disposte a tutto, ogni alleanza sembra temporanea, e il confine tra chi combatte il crimine e chi lo alimenta diventa sempre più sfumato.

## Produzione
Il film è stato annunciato nel maggio del 2019. Il soggetto della pellicola è in parte ispirato al massacro irrisolto del "Bar du Téléphone", avvenuto nel 1978. Le riprese si sono svolte nel sud della Francia durante l'autunno dello stesso anno, in particolare a Marsiglia, per la durata di due mesi. Alcune scene sono state girate anche a Fréjus, Cassis, Fos-sur-Mer e Nizza.

## Riconoscimenti
- 2020 – Festival Polar de Cognac: premio Polar al miglior lungometraggio francofono[3]